# Felicity Ace
Felicity Ace fue un buque de carga Ro-Ro de 60.000 toneladas construido por Shin Kurushima Dockyard en 2005. Era propiedad de Mitsui OSK Lines de Japón y estaba registrado en Panamá. Se incendió en febrero de 2022 al sur de las islas Azores, mientras transportaba vehículos de Alemania a Estados Unidos. Luego, el barco volcó y se hundió a principios de marzo con un cargamento estimado en más de 400 millones de dólares.

## Hundimiento

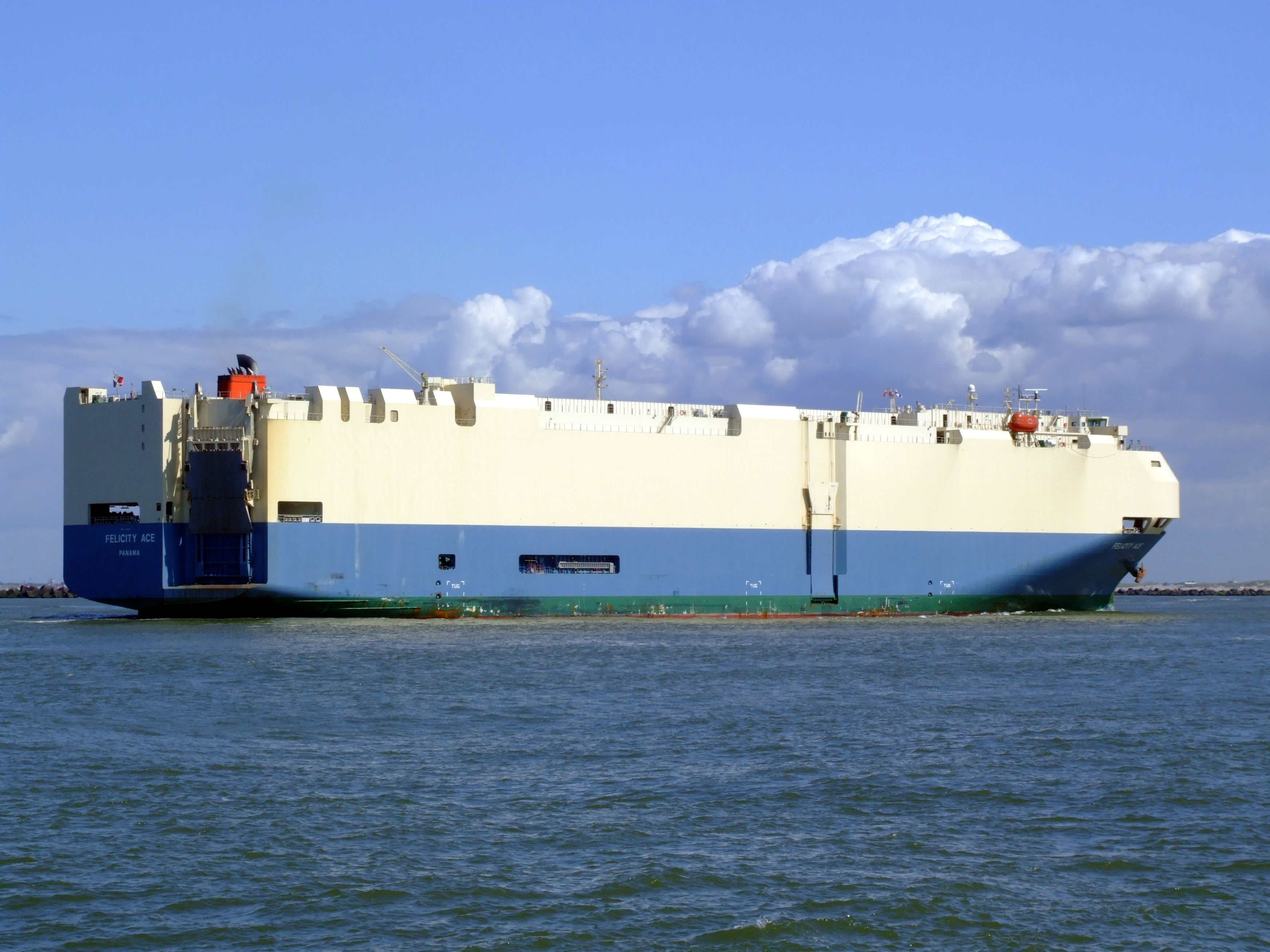
Vista de estribor del Felicity Ace, año 2007.

El barco zarpó de Emden, Alemania, el 10 de febrero de 2022, transportando 3.965 automóviles del Grupo Volkswagen, incluidos modelos Audi, Porsche, Lamborghini y Bentley.
El 16 de febrero de 2022, mientras cruzaba el Atlántico Norte rumbo a Davisville, Rhode Island, se incendió la sección de carga. En ese momento, el barco se encontraba a unos 320 kilómetros (200 millas) de la isla Terceira en las Azores. Los 22 miembros de la tripulación abandonaron el barco y sobrevivieron, siendo evacuados por la Armada portuguesa. El capitán del puerto de las Azores dijo a Reuters que las baterías de iones de litio de los coches eléctricos se habían encendido y que el fuego solo podía extinguirse con un equipo especial. Contrariamente a las especulaciones de los medios, se desconoce si un coche eléctrico provocó el incendio inicial.
El Felicity Ace estaba siendo seguido por el buque patrullero de la Armada portuguesa NRP Setúbal, aproximadamente a 170 kilómetros (110 millas) al suroeste de las Azores, esperando a que los rescatistas intentaran extinguir el incendio y remolcar el barco hasta la costa. El 18 de febrero, Smit Salvage fue contratado para rescatar el barco.
Se ordenó el envío de dos grandes remolcadores con equipo contra incendios desde Gibraltar para apoyar al buque. Además, estaba previsto que llegara una embarcación de salvamento con equipo contra incendios desde Róterdam el 23 o 24 de febrero. Un portavoz de la Armada portuguesa dijo que era poco probable que el Felicity Ace fuera remolcado a un puerto de las Azores debido a su tamaño.
El barco estuvo a la deriva y ardiendo en el Atlántico durante aproximadamente una semana. Una vez extinguido el incendio, un equipo de Smit pudo subir a bordo y estabilizar el barco, y se estableció una conexión de remolque con un remolcador.
El 1 de marzo de 2022, se informó que el Felicity Ace volcó y se hundió.  Un portavoz de Mitsui OSK Lines (MOL) dijo que el barco desarrolló una escora de estribor de 45 grados y volcó inesperadamente aproximadamente a las 9 am hora local a unos 350 km (220 mi) de las Azores en mares agitados. MOL no pudo confirmar si se había producido alguna contaminación por petróleo. La Armada portuguesa dijo que se podían ver residuos de petróleo y restos en la superficie, que el agua tenía unos 3.000 m (9.800 pies) de profundidad en el lugar del hundimiento y que las fuerzas navales seguirían vigilando la zona.
Porsche perdió 1.117 coches en el barco, Audi afirmó haber perdido 1.944 vehículos, Volkswagen perdió 561, Bentley perdió 189 y Lamborghini perdió 85 coches.